# ریدر کریک (مونتانا)
ریدر کریک (به انگلیسی: Rader Creek) یک منطقهٔ مسکونی در ایالات متحده آمریکا است که در شهرستان جفرسون، ایالت مونتانا واقع شده‌است. ریدر کریک ۵۲٫۴۵ کیلومتر مربع مساحت و ۳۶۳ نفر جمعیت دارد و ۱٬۶۸۴ متر بالاتر از سطح دریا واقع شده‌است.